# Vladimir Vujović
Vladimir Vujović, cyr. Bлaдимиp Bуjoвић (ur. 23 lipca 1982 w Budvie) – czarnogórski piłkarz, grający na pozycji pomocnika, reprezentant Czarnogóry.

## Kariera piłkarska

### Kariera klubowa
W 1999 rozpoczął karierę piłkarską w miejscowym klubie Mogren Budva. Potem występował w klubach FK Beograd, OFK Petrovac i Sutjeska Nikšić. Latem 2004 przeszedł do macedońskiej Pobeda Prilep. Zimą 2006 został zaproszony do ukraińskiej Tawrii Symferopol, ale nie rozegrał żadnego meczu i latem 2006 wystawiony na transfer. Następnie wyjechał do Arabii Saudyjskiej, gdzie bronił barw klubu Al-Wehda Mecca. Latem 2007 powrócił do Mogren Budva, a już zimą 2008 podpisał kontrakt z rosyjskim zespołem Łucz-Eniergija Władywostok, w którym grał do listopada 2008. W następnym roku grał w węgierskim Vasas SC. Latem 2009 ponownie wrócił do Mogren Budva. W 2010 został zawodnikiem kazachskiego Wostoka Öskemen.

### Kariera reprezentacyjna
24 marca 2007 debiutował w historycznym pierwszym meczu reprezentacji Czarnogóry z Węgrami (2:4). Łącznie rozegrał 4 gry.